# 船舶局
船舶局（せんぱくきょく）は、無線局の種別の一つである。

## 定義
電波法第6条第3項に「船舶の無線局のうち、無線設備が遭難自動通報設備又はレーダーのみのもの以外のもの」と規定し、総務省令電波法施行規則第4条第1項第9号に「船舶の無線局（人工衛星局の中継によつてのみ無線通信を行うものを除く。）のうち、無線設備が遭難自動通報設備又はレーダーのみのもの以外のもの」と定義している。 
引用の促音の表記は原文ママ
- 人工衛星局の中継によって無線通信をするものであれば船舶地球局として、遭難自動通報設備のみであれば遭難自動通報局として、レーダーのみ又はレーダーならびに遭難自動通報設備であれば無線航行移動局として免許される。

また、第3条第1項第6号には、海上移動業務を「船舶局と海岸局との間、船舶局相互間、船舶局と船上通信局との間、船上通信局相互間又は遭難自動通報局と船舶局若しくは海岸局との間の無線通信業務」と定義している。

### 義務船舶局
電波法第13条第2項に「船舶安全法第4条（同法第29条ノ7の規定に基づく政令において準用する場合を含む。以下同じ。）の船舶の船舶局」と規定している。
無線設備の設置が強制される船舶の船舶局のことである。

### 特定船舶局
電波施行規則第34条の6第1号に「国際航海に従事しない船舶で無線電話、遭難自動通報設備、レーダーその他の小規模な船舶局に使用する無線設備として総務大臣が別に告示する無線設備のみを設置する船舶局」を「特定船舶局」と規定し、告示

にその無線設備を規定している。

### 船舶の無線局
電波法第5条第2項第3号に「船舶に開設する無線局のうち、電気通信業務（電気通信事業法 （昭和59年法律第86号）第2条第6号の電気通信業務をいう。以下同じ。）を行うことを目的とするもの以外のもの（実験等無線局及びアマチュア無線局を除く。」と規定している。
引用の促音の表記は原文ママ
- 船舶に開設する無線局とは、船舶局に限られるものではない。具体的な種別としては、無線航行移動局、遭難自動通報局、船舶地球局、船上通信局、無線標定移動局がある。

この規定は#免許にある通り、外国籍の者が無線局の免許人から排除される欠格事由の例外の規定にあるものである。

## 概要
文字とおり船舶に設置された無線局であり、移動局の一種でもある。
無線は陸上との唯一の通信手段であるため、一定規模以上の船舶には義務船舶局として設置が義務付けられている。
義務船舶局の対象以外の小規模船舶にあってもなるべく設置するものとするために規定されたのが特定船舶局である。
特定船舶局の無線設備として規定されたものは、無線機器型式検定規則による検定に合格した「検定合格機器」又は特定無線設備の技術基準適合証明等に関する規則により認証された適合表示無線設備である。 
特定船舶局は局種別無線局数の統計にも船舶局から独立して計上され、事実上の種別の一つである。

## 免許
無線局の免許人として外国籍の者が原則として排除されることは、電波法第5条第1項に欠格事由として規定されているが、例外として第2項に
- 第3号　船舶の無線局（船舶に開設する無線局のうち、電気通信業務（電気通信事業法 （昭和59年法律第86号）第2条第6号の電気通信業務をいう。以下同じ。）を行うことを目的とするもの以外のもの（実験等無線局及びアマチュア無線局を除く。）をいう。以下同じ。）であつて、船舶安全法（昭和8年法律第11号）第29条の7に規定する船舶に開設するもの

引用の促音の表記は原文ママ
- 第8号　電気通信業務を行うことを目的として開設する無線局

があり、外国人や外国の会社・団体でも船舶局を開設できる。 
種別コードは特定船舶局を除く船舶局がMS、特定船舶局がMSS。
免許の有効期間は義務船舶局が無期限、義務船舶局以外は5年である。
- 自衛隊の艦船については自衛隊法第112条第1項により免許を要せず、無線局数の統計にも含まれない。

用途
局数の推移を見ると、海上水上運輸用および漁業用が多数を占める。これは客船・貨物船や漁船のことである。
特定船舶局は、漁業用とスポーツ・レジャー用が多数である。これは小規模な漁船やプレジャーボートのことである。
呼出符号
無線電信を有する船舶局にはJAAA - JSZZ、7JAA - 7NZZ、8JAA - 8NZZの4字が、それ以外の船舶局はJD - JMに4数字の6字が指定される。
詳細は日本の呼出符号#船舶局を参照。
無線設備
電波法施行規則第12条には「具備すべき電波等」として、デジタル選択呼出装置、無線電話、狭帯域直接印刷電信装置、船舶自動識別装置又は簡易型船舶自動識別装置を搭載する船舶局は、第1項から第6項に規定する電波を送受できなければならないとしている。
電波法第37条により、次の無線機器は検定合格機器でなければならない。
1.　第31条の規定により備え付けなければならない周波数測定装置
2.　船舶安全法第2条 （同法第29条の7の規定に基づく政令において準用する場合を含む。）の規定に基づく命令により船舶に備えなければならないレーダー
3.　船舶に施設する救命用の無線設備の機器で総務省令で定めるもの
4.　第33条の規定により備えなければならない無線設備の機器（前号に掲げるものを除く。）
無線設備が検定合格機器又は適合表示無線設備のみであれば、簡易な免許手続の規定が適用される。
従って特定船舶局は予備免許や落成検査が省略されて免許される。
無線局免許状の備付け
電波法施行規則第38条第1項により無線局免許状は無線局に備え付けるものとされ、同条第2項により主たる送信装置のある場所の見やすい箇所に掲げておかなければならない。ただし、掲示を困難とするものについては、その限りで無い。

### 旧技術基準の機器の使用
無線設備規則のスプリアス発射等の強度の許容値に関する技術基準改正

により、旧技術基準に基づく無線設備が免許されるのは「平成29年11月30日」まで
、
使用は「平成34年11月30日」まで

とされた。
対象となるのは、
- 「平成17年11月30日」[5]までに製造された機器、型式検定に合格した検定合格機器または認証された適合表示無線設備
- 経過措置として、旧技術基準により「平成19年11月30日」（船舶用無線航行用レーダーについては「平成24年11月30日」[6]までに製造された機器[7]）、型式検定に合格した検定合格機器[8]または認証された適合表示無線設備[9]

である。
新規免許は「平成29年12月1日」以降はできないが、使用期限はコロナ禍により「当分の間」延期された。
なお、検定合格機器は設置が継続される限り検定合格の効力は有効とされるので、新たに使用期限が設定されても設置され続ける限り使用可能で再免許も可能。
詳細は無線局#旧技術基準の機器の使用を参照。

## 運用
無線局運用規則第3章 海上移動業務、海上移動衛星業務及び海上無線航行業務の無線局の運用による。
電波法第62条は「船舶局の運用」として第1号に「船舶局の運用は、その船舶の航行中に限る。（後略）」とされる。
これは、船舶の航行中は原則として船舶局を運用しなければならないということである。
機能試験
無線局運用規則第8条の2第2項により、遭難自動通報局の機能試験については、他の種別の無線局の無線設備であっても適用されるので、EPIRB又はSARTを搭載する場合は機能試験を実施しなければならない。

## 操作
電波法施行規則第34条の2第1号により遭難通信、緊急通信又は安全通信の通信操作は、無線従事者でなければ行ってはならないとされるので、最低でも第三級海上特殊無線技士による管理を必要とするのが原則である。
更に義務船舶局においては、無線従事者のみではなく船舶局無線従事者証明も取得していなければならない。
無線従事者を必要としないのは次の場合である。
簡易な操作
電波法施行規則第33条に規定される。
- 第5号(3)　無線設備の連絡の設定及び終了（自動装置により行われるものを除く。）に関する通信操作以外の通信操作で無線従事者の管理の下に行うもの
- 第8号　その他に別に告示するものに基づく告示[14]
  - 第3項第1号(4)　遭難自動通報設備（非常用位置指示無線標識装置（EPIRB） 及び捜索救助用レーダートランスポンダ（SART））
  - 第3項第1号(7)　簡易型船舶自動識別装置（簡易型AIS）
  - 第3項第5号　プレストーク方式による無線電話の送受切替装置の技術操作
  - 第6項第1号(3)及び(4)　第4種レーダー（無線設備規則第48条第1項及び第2項に規定する三種類のレーダー以外に第3項で別に告示に定めるもの[15]であることによる通称）
    - 特定船舶局の無線設備がEPIRB、SART、簡易型AIS、第4種レーダーのいずれかのみであれば無線従事者は不要である。

無線設備の操作の特例
電波法施行規則第33条の2に規定される。
- 第1項第1号　外国にある船舶局において無線従事者を得ることができない場合、その船舶が日本国内の目的地に到着するまでの間に次の表の左欄に掲げる国際電気通信連合憲章に規定する無線通信規則第47条の規定により外国政府が発給した証明書を有する者が、それぞれ同表の右欄に掲げる資格の無線従事者の操作の範囲に属する無線設備の操作を行うことができる。

| 無線通信士一般証明書又は第一級無線電信通信士証明書を有する者 | 第一級総合無線通信士   |
| 第二級無線電信通信士証明書を有する者                         | 第二級総合無線通信士   |
| 無線電信通信士特別証明書を有する者                           | 第三級総合無線通信士   |
| 第一級無線電子証明書を有する者                               | 第一級海上無線通信士   |
| 第二級無線電子証明書を有する者                               | 第二級海上無線通信士   |
| 一般無線通信士証明書を有する者                               | 第三級海上無線通信士   |
| 無線電話通信士一般証明書を有する者                           | 第四級海上無線通信士   |
| 制限無線通信士証明書を有する者                               | 第一級海上特殊無線技士 |

自衛隊の艦船
自衛隊法第112条第1項により電波法の無線従事者に関する規定が除外される。

## 検査
- 落成検査は、上述の通り特定船舶局には簡易な免許手続が適用されるため省略される。これ以外でも一部を除き登録検査等事業者等による点検ができるので、この結果に基づき一部省略される。
- 定期検査は、電波法施行規則第41条の2の6第8号により、次に掲げるもの以外について行われる。

(1)　F2B電波又はF3E電波156MHzから157.45MHzまでの周波数を使用する空中線電力5W以下の携帯して使用するための無線設備
(2)　簡易型船舶自動識別装置((1)に掲げる無線設備と併せて設置する場合を含む。)
(3)　(1)又は(2)に掲げる無線設備及び第13号のレーダー
周期は別表第5号第10号により
(1)　義務船舶局で旅客船又は国際航海に従事する船舶(旅客船を除く。)に開設するもの　1年
(2)　義務船舶局で(1)に該当しないもの及び義務船舶局以外の船舶局で船舶安全法第2条の規定に基づく命令により遭難自動通報設備の備付けを要する船舶に開設するもの　2年
(3)　特定船舶局でF2B電波又はF3E電波156MHzから157.45MHzまでの周波数を使用する無線設備、遭難自動通報設備（船舶安全法第2条の規定に基づく命令により備付けを要するものを除く。）、簡易型船舶自動識別装置、VHFデータ交換装置及びレーダー以外の無線設備を設置しないもの　5年
(4)　(1)から(3)までに該当しないもの　3年
一部を除き登録検査等事業者等による検査が可能でこの結果に基づき省略される。
- 変更検査は、落成検査と同様である。
- 自衛隊の艦船については自衛隊法第112条第1項により検査が除外される。

## 沿革
1950年（昭和25年）- 
電波法に「船舶無線電信局（船舶の無線局であつて、無線電信により無線通信を行うもの）及び船舶無線電話局（船舶の無線局であつて、無線電話により無線通信を行うもの）」と規定、電波法施行規則に「船舶の無線局」と定義
引用の促音の表記は原文ママ
- 電波法にはまた、船舶安全法第4条の船舶及び漁船の操業区域の制限に関する政令第5条の漁船の無線局の免許の有効期限は無期限と規定された。実質的に義務船舶局を規定したものであった。

1952年（昭和27年）- 義務船舶局が「船舶安全法第4条（同法第149条の規定に基く政令において準用する場合を含む。以下同じ。）の船舶の船舶局」と規定

引用の送り仮名の表記は原文ママ
1958年（昭和33年）- 運用開始の届出および免許の公示を要しない無線局に
1972年（昭和47年）- 電波法の船舶局の規定が現行のものに
- 電波法施行規則の船舶局の定義も同様のものに[20]

1976年（昭和51年）- 無線局免許手続規則に特定船舶局が「空中線電力1W以下の無線電話を使用する船舶局であって、郵政大臣が別に告示するもの」と規定
1983年（昭和58年）
- 義務船舶局の無線従事者に船舶局無線従事者証明が要求されることに[22]
- 特定船舶局は「空中線電力5W以下の無線電話を使用する船舶局であって、郵政大臣が別に告示するもの」と規定[23]

1993年（平成5年）- 電波利用料制度化、料額の変遷は下表参照
1998年（平成10年）- 外国籍の者が電気通信事業用の船舶局を開設できることに
1999年（平成11年）- 船舶の無線局が、「船舶に開設する無線局のうち、電気通信業務（電気通信事業法（昭和59年法律第86号）第2条第6号の電気通信業務をいう。以下同じ。）を行うことを目的とするもの以外のもの（実験無線局及びアマチュア無線局を除く。）をいう。以下同じ。）であつて、船舶安全法（昭和8年法律第11号）第29条の7に規定する船舶に開設するもの」と規定され、外国籍の者が電気通信事業用以外でも一部の船舶で船舶局を開設できることに
引用の促音の表記は原文ママ
2009年（平成21年）- 特定船舶局は電波法施行規則に規定
2018年（平成30年）- 電波法施行規則の船舶局と特定船舶局の定義が現行のものに
2022年（令和4年）- 船舶の無線局の規定が現行のものとなり、外国籍の者が船舶局を開設できることに
| 年度         | 総数   | 海上水上運輸用 | 漁業用 | 出典                 | 出典                           |
| ------------ | ------ | -------------- | ------ | -------------------- | ------------------------------ |
| 平成11年度末 | 12,244 | 4,887          | 5,351  | 地域・局種別無線局数 | 平成11年度第4四半期末          |
| 平成12年度末 | 11,920 | 4,786          | 5,109  | 地域・局種別無線局数 | 平成12年度第4四半期末          |
| 平成13年度末 | 11,535 | 4,618          | 4,883  | 用途別無線局数       | H13 用途・業務・免許人・局種別 |
| 平成14年度末 | 11,004 | 4,392          | 4,625  | 用途別無線局数       | H14 用途・局種別無線局数       |
| 平成15年度末 | 10,565 | 4,180          | 4,413  | 用途別無線局数       | H15 用途・局種別無線局数       |
| 平成16年度末 | 10,166 | 4,092          | 4,133  | 用途別無線局数       | H16 用途・局種別無線局数       |
| 平成17年度末 | 9,908  | 3,956          | 3,964  | 用途別無線局数       | H17 用途・局種別無線局数       |
| 平成18年度末 | 9,691  | 3,847          | 3,860  | 用途別無線局数       | H18 用途・局種別無線局数       |
| 平成19年度末 | 9,610  | 3,826          | 3,763  | 用途別無線局数       | H19 用途・局種別無線局数       |
| 平成20年度末 | 9,502  | 3,798          | 3,640  | 用途別無線局数       | H20 用途・局種別無線局数       |
| 平成21年度末 | 9,121  | 3,600          | 3,492  | 用途別無線局数       | H21 用途・局種別無線局数       |
| 平成22年度末 | 8,785  | 3,435          | 3,422  | 用途別無線局数       | H22 用途・局種別無線局数       |
| 平成23年度末 | 8,496  | 3,382          | 3,279  | 用途別無線局数       | H23 用途・局種別無線局数       |
| 平成24年度末 | 8,281  | 3,321          | 3,209  | 用途別無線局数       | H24 用途・局種別無線局数       |
| 平成25年度末 | 8,127  | 3,282          | 3,169  | 用途別無線局数       | H25 用途・局種別無線局数       |
| 平成26年度末 | 8,055  | 3,323          | 3,153  | 用途別無線局数       | H26 用途・局種別無線局数       |
| 平成27年度末 | 7,965  | 3,308          | 3,101  | 用途別無線局数       | H27 用途・局種別無線局数       |
| 平成28年度末 | 7,915  | 3,311          | 3,067  | 用途別無線局数       | H28 用途・局種別無線局数       |
| 平成29年度末 | 7,622  | 3,327          | 2,787  | 用途別無線局数       | H29 用途・局種別無線局数       |
| 平成30年度末 | 7,253  | 3,292          | 2,523  | 用途別無線局数       | H30 用途・局種別無線局数       |
| 令和元年度末 | 6,857  | 3,257          | 2,272  | 用途別無線局数       | R01 用途・局種別無線局数       |
| 令和2年度末  | 6,527  | 3,184          | 2,074  | 用途別無線局数       | R02 用途・局種別無線局数       |
| 令和3年度末  | 6,254  | 3,146          | 1,896  | 用途別無線局数       | R03 用途・局種別無線局数       |
| 令和4年度末  | 6,072  | 3,126          | 1,788  | 用途別無線局数       | R04 用途・局種別無線局数       |
| 令和5年度末  | 5,909  | 3,095          | 1,703  | 用途別無線局数       | R05 用途・局種別無線局数       |

| 年度         | 総数   | 漁業用 | スポーツ・レジャー用 | 出典                 | 出典                           |
| ------------ | ------ | ------ | -------------------- | -------------------- | ------------------------------ |
| 平成11年度末 | 69,128 | 63,108 | 5,868                | 地域・局種別無線局数 | 平成11年度第4四半期末          |
| 平成12年度末 | 67,746 | 62,074 | 5,531                | 地域・局種別無線局数 | 平成12年度第4四半期末          |
| 平成13年度末 | 65,356 | 60,108 | 5,112                | 用途別無線局数       | H13 用途・業務・免許人・局種別 |
| 平成14年度末 | 63,199 | 58,332 | 4,741                | 用途別無線局数       | H14 用途・局種別無線局数       |
| 平成15年度末 | 61,446 | 56,923 | 4,392                | 用途別無線局数       | H15 用途・局種別無線局数       |
| 平成16年度末 | 58,972 | 54,817 | 4,027                | 用途別無線局数       | H16 用途・局種別無線局数       |
| 平成17年度末 | 57,078 | 53,225 | 3,719                | 用途別無線局数       | H17 用途・局種別無線局数       |
| 平成18年度末 | 54,839 | 51,263 | 3,422                | 用途別無線局数       | H18 用途・局種別無線局数       |
| 平成19年度末 | 53,218 | 49,868 | 3,195                | 用途別無線局数       | H19 用途・局種別無線局数       |
| 平成20年度末 | 51,757 | 48,551 | 3,035                | 用途別無線局数       | H20 用途・局種別無線局数       |
| 平成21年度末 | 50,682 | 47,173 | 3,272                | 用途別無線局数       | H21 用途・局種別無線局数       |
| 平成22年度末 | 50,742 | 45,972 | 4,322                | 用途別無線局数       | H22 用途・局種別無線局数       |
| 平成23年度末 | 48,959 | 43,637 | 4,708                | 用途別無線局数       | H23 用途・局種別無線局数       |
| 平成24年度末 | 48,540 | 42,600 | 5,152                | 用途別無線局数       | H24 用途・局種別無線局数       |
| 平成25年度末 | 48,140 | 41,607 | 5,588                | 用途別無線局数       | H25 用途・局種別無線局数       |
| 平成26年度末 | 47,647 | 40,759 | 5,710                | 用途別無線局数       | H26 用途・局種別無線局数       |
| 平成27年度末 | 46,889 | 39,872 | 5,670                | 用途別無線局数       | H27 用途・局種別無線局数       |
| 平成28年度末 | 46,008 | 38,738 | 5,681                | 用途別無線局数       | H28 用途・局種別無線局数       |
| 平成29年度末 | 45,750 | 38,161 | 5,815                | 用途別無線局数       | H29 用途・局種別無線局数       |
| 平成30年度末 | 45,304 | 37,291 | 5,898                | 用途別無線局数       | H30 用途・局種別無線局数       |
| 令和元年度末 | 44,501 | 36,141 | 5,922                | 用途別無線局数       | R01 用途・局種別無線局数       |
| 令和2年度末  | 43,991 | 35,284 | 5,900                | 用途別無線局数       | R02 用途・局種別無線局数       |
| 令和3年度末  | 43,678 | 34,554 | 6,044                | 用途別無線局数       | R03 用途・局種別無線局数       |
| 令和4年度末  | 43,571 | 33,831 | 6,320                | 用途別無線局数       | R04 用途・局種別無線局数       |
| 令和5年度末  | 43,387 | 33,001 | 6,598                | 用途別無線局数       | R05 用途・局種別無線局数       |

電波利用料額
電波法別表第6第1項の「移動する無線局」が適用される。
| 年月                                | 料額  |
| ----------------------------------- | ----- |
| 1993年（平成5年）4月                | 600円 |
| 1997年（平成9年）10月               | 600円 |
| 2006年（平成18年）4月               | 600円 |
| 2008年（平成20年）10月              | 400円 |
| 2011年（平成23年）10月              | 500円 |
| 2014年（平成26年）10月              | 600円 |
| 2017年（平成29年）10月              | 600円 |
| 2019年（令和元年）10月              | 400円 |
| 2022年（令和4年）10月               | 400円 |
| 注 料額は減免措置を考慮していない。 |       |

## 諸外国の相当種別
無線局の免許制度は、国によって異なり細部に相違がある。

### 米国
米国では、FCC rules title47　Part80 Stations in the maritime services Section80.5 Definition（定義）にある”ship station”が相当する。